# Billy Bonds
William Arthur "Billy" Bonds (MBE) (født 17. september 1946 i London, England) er en engelsk tidligere fodboldspiller (defensiv midtbane) og -træner.
Bonds tilbragte størstedelen af sin karriere hos West Ham, som han repræsenterede i hele 21 år og nåede i alt 793 kampe for på tværs af alle turneringer. Han vandt to udgaver af FA Cuppen med klubben, begge gange som anfører.

## Titler
FA Cup
- 1975 og 1980 med West Ham United